# The Voice of the Child
«The Voice of the Child» — американский короткометражный драматический фильм 1911 года, режиссера Дэвида Уорка Гриффита.

## Сюжет
Фильм рассказывает о бизнесмене, жену которого заставляют поверить в то, что у него роман на стороне, в результате чего она решает бросить его, но её удерживает их дочь.

## В ролях
| Актёр           | Роль |
| --------------- | ---- |
| Эдвин Аугуст    | муж  |
| Бланш Свит      | жена |
| Инез Сибёри     |      |
| Джозеф Грейбилл |      |
| Кейт Брюс       |      |
| Дороти Бернард  |      |
| Эдвард Диллон   |      |